# Sadžur
Sadžur (hebrejsky סָג'וּר nebo סאג'ור, arabsky ساجور, v oficiálním přepisu do angličtiny Sajur) je místní rada (malé město) v Izraeli, v Severním distriktu, které obývají izraelští Drúzové.

## Geografie
Leží v nadmořské výšce 364 metrů, v údolí Bejt ha-Kerem na pomezí Dolní a Horní Galileji. Severně od města se zvedá prudký terénní zlom o výšce několika set metrů, nazývaný někdy též Matlul Curim. Jde konkrétně o vrchol Har Hod a sousední Har Šezor. Do údolí z nich stékají vádí Nachal Talil a Nachal Rama. Jižně od města pak leží centrální a relativně rovinatá část dna údolí Bejt ha-Kerem, kterou odvodňuje Nachal Šezor.
Město se nachází cca 110 kilometrů severovýchodně od centra Tel Avivu a cca 35 kilometrů severovýchodně od centra Haify, v hustě osídleném pásu, přičemž osídlení v tomto regionu je etnicky smíšené. Vlastní Sadžur obývají arabsky mluvící izraelští Drúzové. V okolí leží mnoho dalších jazykově arabských drúzských nebo muslimských a křesťanských obcí. Sadžur ale leží v aglomeraci židovského města Karmiel. Další menší židovské vesnice jsou rozptýlené v okolní krajině. Město je na dopravní síť napojeno pomocí východozápadního tahu dálnice číslo 85.

## Dějiny
Sadžur leží na místě, které bylo počátkem letopočtu místem hustého židovského osídlení s obcí Šazor doloženou v Talmudu a Mišně. Toto sídlo pod jménem Sagur (סגור) bývá také identifikováno na seznamu měst dobytých faraónem Ramessem II. Nynější drúzská vesnice zde vznikla v 18. století. Francouzský cestovatel Victor Guérin koncem 19. století popisuje Sadžur jako malou drúzskou vesnici situovanou na pahorku, pod kterým byly sady pro pěstování oliv, granátových jablek a fíků. Funkcionář Židovského národního fondu Josef Weitz v roce 1941 oceňoval na této vesnici kvalitu zde produkovaného olivového oleje.
Sadžur byl dobyt izraelskou armádou v rámci Operace Chiram během války za nezávislost v říjnu roku 1948. Spolu se sousedním městem Rama vytváří Sadžur blok převážně drúzských obcí v údolí Bejt ha-Kerem. V roce 1992 byl Sadžur povýšen na místní radu (malé město).

## Demografie
Sadžur je etnicky zcela drúzským městem. Podle údajů z roku 2005 tvořili arabsky mluvící izraelští Drúzové 100 % populace. Jde o menší sídlo spíše vesnického charakteru. K 31. prosinci 2014 zde žilo 3968 lidí. Během roku 2014 stoupla populace o 0,6 %.
| Rok            | 1922 | 1931 | 1945 | 1949 | 1961 | 1972 | 1983 | 1995 |
| -------------- | ---- | ---- | ---- | ---- | ---- | ---- | ---- | ---- |
| Počet obyvatel | 196  | 254  | 350  | 423  | 628  | 1032 | 1777 | 2722 |

| Rok            | 2001  | 2002  | 2003  | 2004  | 2005  | 2006  | 2007  | 2008  | 2009  | 2010  | 2011  | 2012  | 2013  | 2014  |
| -------------- | ----- | ----- | ----- | ----- | ----- | ----- | ----- | ----- | ----- | ----- | ----- | ----- | ----- | ----- |
| Počet obyvatel | 3 260 | 3 330 | 3 396 | 3 460 | 3 526 | 3 577 | 3 646 | 3 739 | 3 711 | 3 756 | 3 833 | 3 937 | 3 943 | 3 968 |